# Imamiya-Schrein

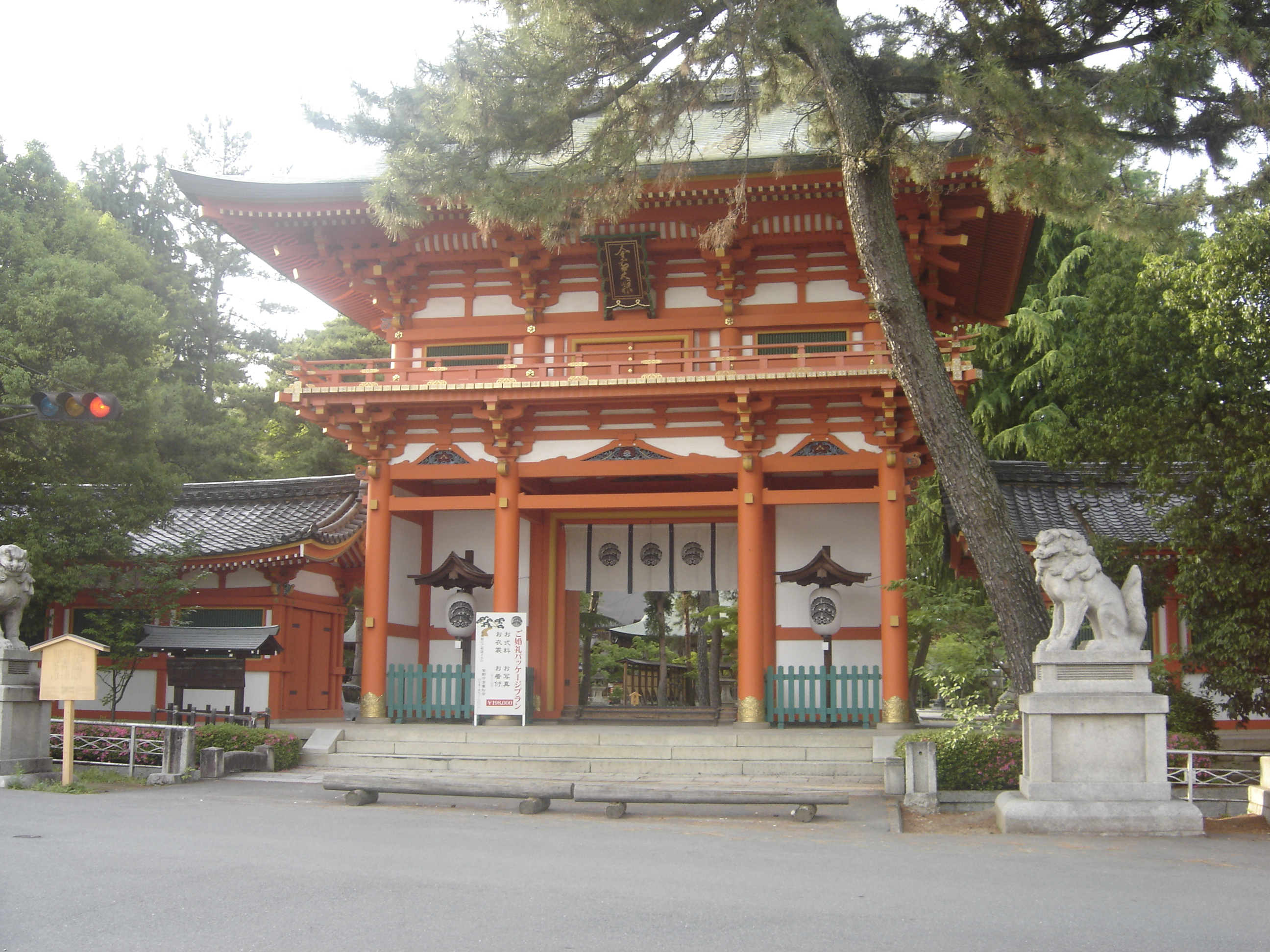
Eingang zum Imamiya-Schrein

Der Imamiya-Schrein (jap. 今宮神社, Imamiya-jinja) ist ein Shintō-Schrein im Stadtteil Murasakino im Stadtbezirk Kita-ku der japanischen Stadt Kyōto. 
Der Schreinkomplex liegt in einem Hain mit großen Bäumen nordwestlich des Tempels Daitoku-ji. Er besteht aus der Haupthalle (honden) und mehreren Nebenschreinen.
Die verehrten Gottheiten (Kami) sind:
- Onamuchi no mikoto
- Kotoshironushi no mikoto
- Kushinadahime no mikoto

In einem Nebenschrein wird Susanoo no mikoto verehrt.

## Geschichte
Der Schrein soll noch vor der Errichtung des kaiserlichen Palastes im Jahr 794 in Heian-kyō, wie Kyōto damals hieß, gegründet worden sein. 
994 wurde der Schrein in eine Mikoshi verlegt, einem tragbaren Shintō-Schrein (bzw. Sänfte), in dem die Kami mittels eingelagerten Shintai („Gottkörper“) reisen.
Der Schrein wurde 1001 noch einmal in das Gebiet Murasakino im Norden der Kaiserstadt verlegt, nachdem dort eine Epidemie aufgetreten war. Nun wurde der Schrein Imamiya „jetziger Schrein; neuer Schrein“ genannt. Die meisten der heutigen Gebäude wurden 1902 neu aufgebaut.

## Yasurai Matsuri

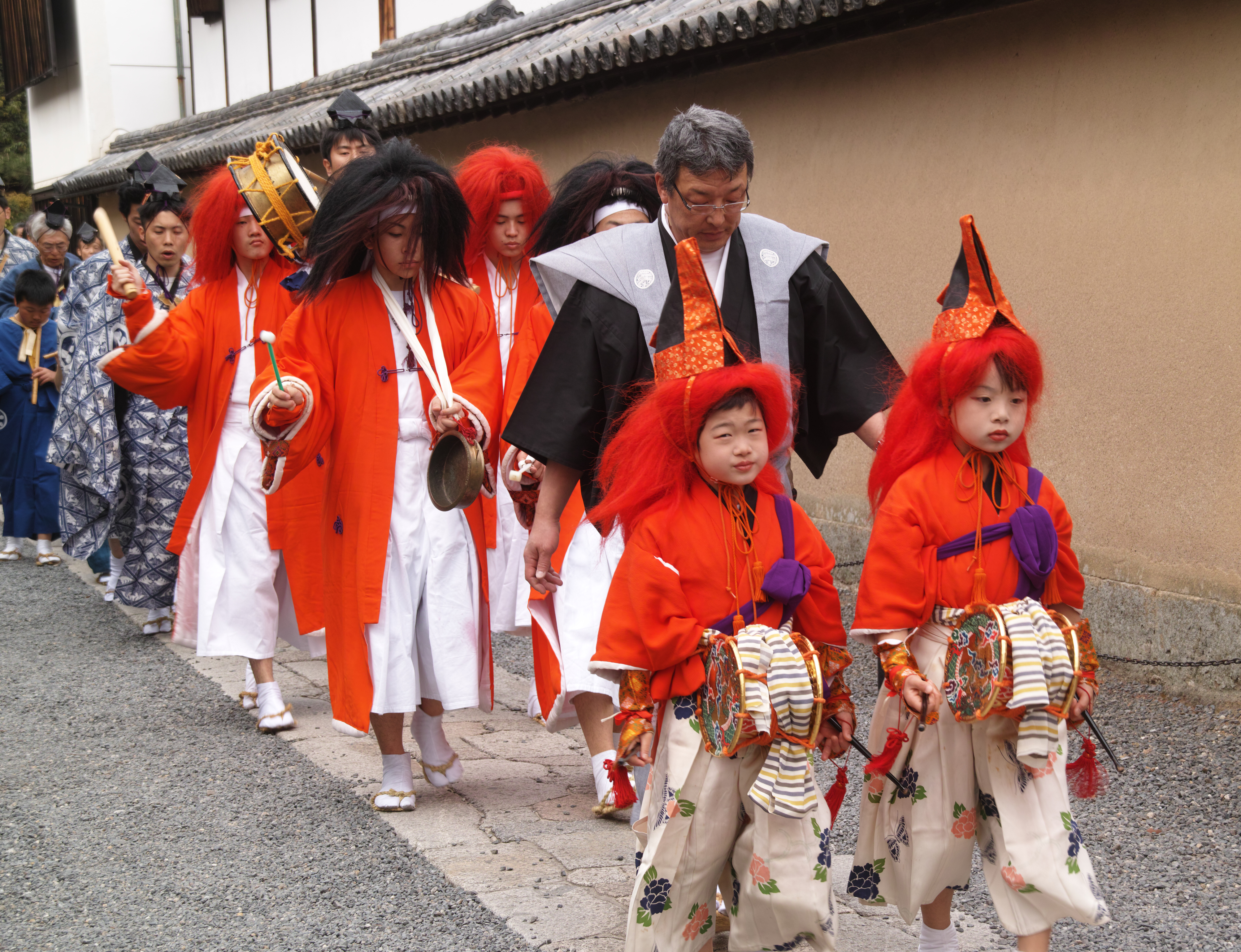
Imamiya Yasurai Matsuri: Zug der Oni durch den Tempel Daitoku-ji

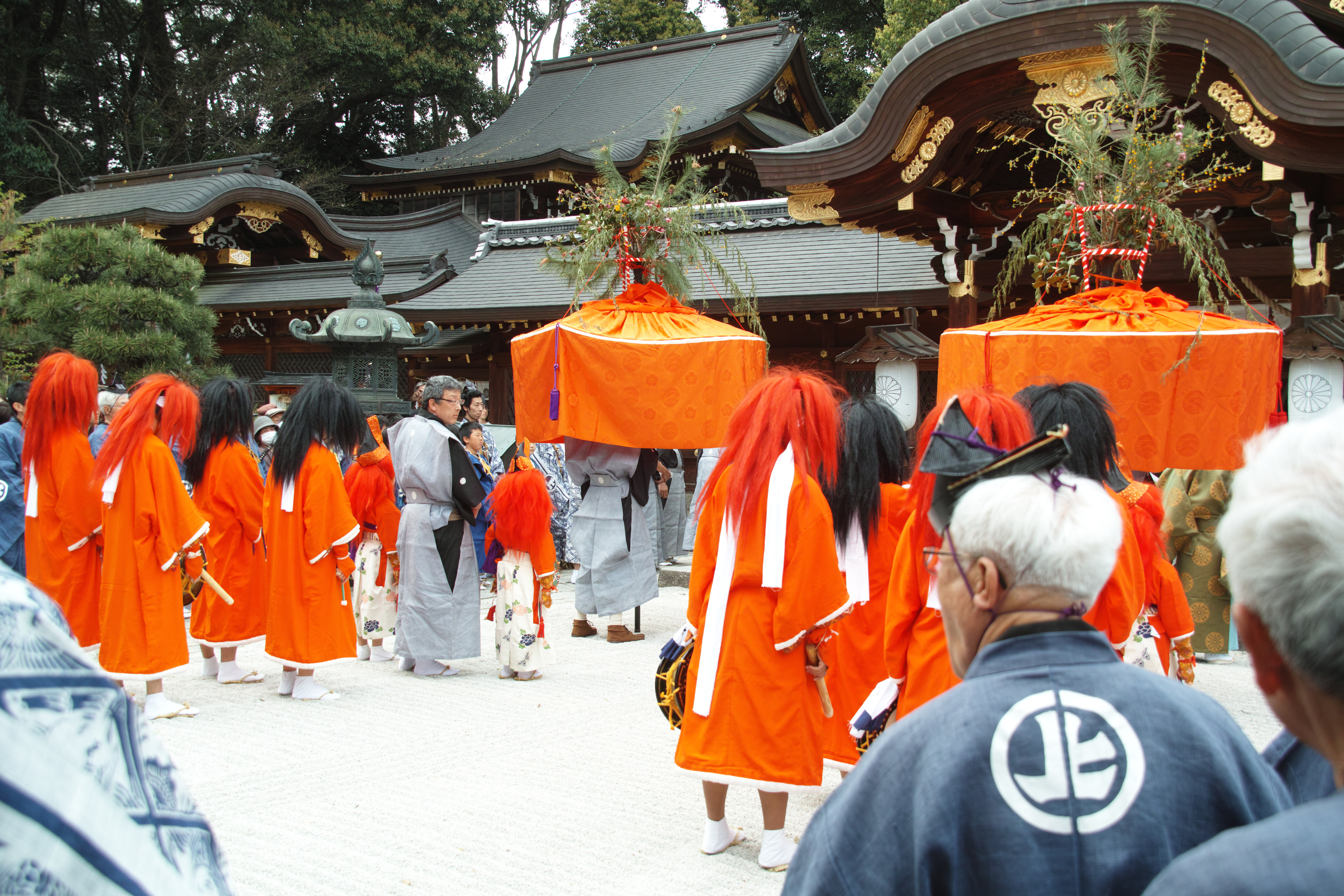
Imamiya Yasurai Matsuri: Ankunft vor der Haupthalle

Der Schrein ist berühmt für sein Schreinfest (Matsuri) Yasurai Matsuri (夜須礼祭), das am zweiten Sonntag im April stattfindet. Es zählt zu den drei bedeutendsten Matsuri in Kyōto.
Bei diesem Schreinfest tanzen junge Männer im Kostüm von Oni. Oni sind meistens hässliche Gestalten mit langen roten oder schwarzen Haaren. In den frühesten Legenden waren Oni gutmütige Wesen, die fähig waren, bösartige Geister abzuwehren und Übeltäter zu bestrafen. Die Oni des Yasurai Matsuri sollen die bösen Geister vertreiben, die den Kami der Gesundheit aus dem Schrein vertrieben haben, sodass wieder für den Rest des Jahres Gesundheit für das Stadtviertel gewährleistet ist. Sie tragen rote Gewänder und schwarze bzw. rote Perücken mit langen, zotteligen Haaren. Die jungen Männer ziehen durch das Stadtviertel und tanzen zu Flöten und Trommeln, bis sie in eine Art von Trancezustand geraten. 
Den Abschluss des Matsuri bildet der Tanz vor dem Honden. Damit soll den Gottheiten des Schreines der Wiedereinzug in den Schrein leicht gemacht werden. 
Zwei weitere Schreinfeste zählen ebenfalls zu den Attraktionen des Schreins: Am 8. und 9. Oktober werden die traditionellen Zeremonialtänze Azuma-asobi aufgeführt. Am 5. Mai werden die tragbaren Schreine (Mikoshi), die zu den größten und schwersten der alten Kaiserstadt Kyōto zählen durch die Straßen getragen. 